# Vladisovo
Vladisovo falu Horvátországban, Bród-Szávamente megyében. Közigazgatásilag Staro Petrovo Selohoz tartozik.

## Fekvése
Bródtól légvonalban 38, közúton 47 km-re északnyugatra, Pozsegától   légvonalban 13, közúton 33 km-re délnyugatra, községközpontjától 3 km-re északra, Nyugat-Szlavóniában, a Pozsegai-hegység déli lejtőin fekszik.

## Története
A település a 19. században keletkezett Oštri Vrh északi határrészén, a Pozsegai-hegység részét képező Vladisovo-hegy alatt. Első lakói Likából és a horvát Hegyvidékről ide települt katolikus horvátok és pravoszláv szerbek voltak. A 19. század végén és a 20. század elején  melléjük a Monarchia területéről néhány cseh és német anyanyelvű család települt. 1900-ban 51, 1910-ben 89 lakosa volt. Az 1910-es népszámlálás szerint lakosságának 75%-a horvát, 21%-a szerb, 2%-a cseh anyanyelvű volt. Pozsega vármegye Újgradiskai járásának része volt. Az első világháború után 1918-ban az új szerb-horvát-szlovén állam, majd később (1929-ben) Jugoszlávia része lett. Az 1960-as évektől a munkalehetőségek miatt felerősödött a fiatalok elvándorlása, azóta a lakosság száma folyamatosan csökken. A település 1991-től a független Horvátországhoz tartozik. 1991-ben lakosságának 92%-a horvát nemzetiségű volt. 2011-ben 14 lakosa volt, többnyire idős emberek. 

## Lakossága
| Lakosság változása | Lakosság változása | Lakosság változása | Lakosság változása | Lakosság változása | Lakosság változása | Lakosság változása | Lakosság változása | Lakosság változása | Lakosság változása | Lakosság változása | Lakosság változása | Lakosság változása | Lakosság változása | Lakosság változása | Lakosság változása |
| ------------------ | ------------------ | ------------------ | ------------------ | ------------------ | ------------------ | ------------------ | ------------------ | ------------------ | ------------------ | ------------------ | ------------------ | ------------------ | ------------------ | ------------------ | ------------------ |
| 1857               | 1869               | 1880               | 1890               | 1900               | 1910               | 1921               | 1931               | 1948               | 1953               | 1961               | 1971               | 1981               | 1991               | 2001               | 2011               |
| 0                  | 0                  | 0                  | 0                  | 51                 | 89                 | 120                | 111                | 140                | 154                | 124                | 87                 | 64                 | 52                 | 19                 | 14                 |

(1931-ig településrészként, 1948-tól önálló településként.)